# Stazione di Kilcoole
La stazione di Kilcoole (in inglese Kilcoole halt, in gaelico stáisiún Chill Chomghaill) è una stazione ferroviaria che fornisce servizio a Kilcoole, contea di Wicklow, Irlanda. Attualmente le linee che vi passano sono l'Intercity Dublino–Rosslare e i treni locali del South Eastern Commuter. La stazione fu aperta il 30 ottobre 1855. 
La stazione non è dotata di alcun tipo di servizio d'assistenza e nemmeno di accesso per i disabili. Essendo l'ultima stazione della zona Short Hop, sulla ferrovia, ci sono fasce molto singolari di prezzi. Infatti un biglietto singolo verso la stazione di Balbriggan, che si trova a 69 km di distanza, costa meno di un terzo di quello per Gorey, che è più vicina, trovandosi a 64 km di distanza. I treni che passano per la stazione sono molto pochi e appartengono alle linee già citate.

## Servizi ferroviari
- Intercity Dublino–Rosslare
- South Eastern Commuter

## Servizi
- Capolinea autolinee
- Biglietteria self-service